# Anii 1910 în film
- Anii 1900 în cinematografie — Anii 1910 în cinematografie — Anii 1920 în cinematografie

În anii 1910 au avut loc mai multe evenimente în industria filmului:

## Filme
Aceasta este o listă incompletă de filme produse în anii 1910:
- 1910 - In Old California
- 1911 - L'Inferno, Defence of Sevastopol
- 1912 - Independența României
- 1913 - Fantômas, Raja Harishchandra
- 1914 - The Perils of Pauline, Judith of Bethulia, Tillie's Punctured Romance
- 1915 - Birth of a Nation, Les Vampires
- 1916 - Intolerance, The Queen of Spades
- 1917 - Rebecca of Sunnybrook Farm, A Man There Was, The Little Princess
- 1918 - Stella Maris, Mickey, Shifting Sands
- 1919 - Broken Blossoms, True Heart Susie, Male and Female

## Nașteri
1910:

## Decese
1910: